# Liga Premier de Armenia 2009
La Liga Premier de Armenia 2009 fue la decimoctava temporada de la máxima división de fútbol de Armenia desde su creación. Comenzó el 21 de marzo y terminó el 7 de noviembre.
El campeón fue el Pyunik, que logró su noveno título de forma consecutiva.

## Formato
Los ocho equipos participantes jugaron entre sí todos contra todos cuatro veces totalizando 28 partidos partidos cada uno, al término de la jornada 28 el primer clasificado se coronó campeón y obtuvo un cupo para la Segunda ronda de la Liga de Campeones 2010-11, el segundo clasificado obtuvo un cupo para la Segunda ronda de la Liga Europa 2010-11 y el tercero y cuarto obtuvieron un cupo para la Primera ronda de la Liga Europa 2010-11. Por otro lado el último clasificado descendió a la  Primera Liga de Armenia 2010.

## Equipos
| Club      | Ciudad | Estadio              | Capacidad |
| --------- | ------ | -------------------- | --------- |
| Ararat    | Ereván | Abovyan City Stadium | 3.946     |
| Banants   | Ereván | Estadio Nairi        | 6.850     |
| Gandzasar | Kapan  | Estadio Gandzasar    | 3.500     |
| Kilikia   | Ereván | Estadio Hrazdan      | 54.208    |
| Mika      | Ereván | Estadio Mika         | 7.250     |
| Pyunik    | Ereván | Estadio Republicano  | 14.403    |
| Shirak    | Gyumri | Gyumri City Stadium  | 2.844     |
| Ulisses   | Ereván | Estadio Mika         | 7.250     |

## Tabla de posiciones
| Pos. | Equipo     | Pts. | PJ | G  | E | P  | GF | GC | Dif. | Clasificación 2010–11                 |
| ---- | ---------- | ---- | -- | -- | - | -- | -- | -- | ---- | ------------------------------------- |
| 1    | Pyunik (C) | 65   | 28 | 20 | 5 | 3  | 64 | 13 | +51  | Segunda ronda de la Liga de Campeones |
| 2    | Mika       | 58   | 28 | 18 | 4 | 6  | 59 | 34 | +25  | Segunda ronda de Liga Europa          |
| 3    | Ulisses    | 53   | 28 | 16 | 5 | 7  | 47 | 25 | +22  | Primera ronda de Liga Europa          |
| 4    | Banants    | 44   | 28 | 13 | 5 | 10 | 40 | 29 | +11  | Primera ronda de Liga Europa          |
| 5    | Gandzasar  | 38   | 28 | 12 | 2 | 14 | 32 | 47 | −15  |                                       |
| 6    | Shirak     | 23   | 28 | 5  | 8 | 15 | 24 | 55 | −31  |                                       |
| 7    | Kilikia    | 20   | 28 | 5  | 5 | 18 | 22 | 51 | −29  |                                       |
| 8    | Ararat     | 14   | 28 | 2  | 8 | 18 | 20 | 54 | −34  | Descenso a Primera Liga de Armenia    |

Actualizado a los partidos jugados el 7 de noviembre de 2009.
 Fuente: Soccerway

## Resultados
| Local \ Visitante | ARA | BAN | GAN | KIL | MIK | PYU | SHI | ULI |
| ----------------- | --- | --- | --- | --- | --- | --- | --- | --- |
| Ararat            | —   | 0–3 | 0–2 | 0–2 | 0–1 | 0–2 | 1–3 | 0–1 |
| Banants           | 1–0 | —   | 1–0 | 3–0 | 1–2 | 1–4 | 5–1 | 1–3 |
| Gandzasar         | 1–0 | 2–1 | —   | 1–0 | 0–2 | 0–4 | 2–1 | 1–2 |
| Kilikia           | 3–2 | 0–2 | 2–1 | —   | 1–2 | 1–3 | 1–1 | 0–1 |
| Mika              | 2–0 | 2–3 | 2–0 | 2–1 | —   | 2–2 | 3–2 | 0–0 |
| Pyunik            | 0–0 | 1–0 | 0–0 | 1–0 | 3–0 | —   | 4–0 | 3–2 |
| Shirak            | 1–0 | 1–2 | 0–0 | 3–1 | 0–4 | 0–0 | —   | 0–0 |
| Ulisses           | 3–0 | 0–1 | 5–0 | 1–0 | 1–2 | 0–3 | 3–0 | —   |

| Local \ Visitante | ARA | BAN | GAN | KIL | MIK | PYU | SHI | ULI |
| ----------------- | --- | --- | --- | --- | --- | --- | --- | --- |
| Ararat            | —   | 1–1 | 1–2 | 1–1 | 2–2 | 1–0 | 2–4 | 1–1 |
| Banants           | 0–0 | —   | 0–1 | 5–0 | 2–1 | 1–0 | 0–0 | 2–3 |
| Gandzasar         | 2–3 | 1–2 | —   | 4–1 | 3–1 | 0–2 | 4–1 | 0–3 |
| Kilikia           | 0–0 | 1–1 | 0–1 | —   | 3–2 | 0–3 | 2–0 | 0–3 |
| Mika              | 5–1 | 3–1 | 3–1 | 2–1 | —   | 2–0 | 7–0 | 2–0 |
| Pyunik            | 6–0 | 1–0 | 7–0 | 1–0 | 4–0 | —   | 4–0 | 2–1 |
| Shirak            | 2–2 | 0–0 | 2–1 | 1–1 | 0–1 | 1–3 | —   | 0–1 |
| Ulisses           | 3–2 | 1–0 | 1–2 | 4–0 | 2–2 | 1–1 | 1–0 | —   |

## Goleadores
| Pos. | Jugador           | Club      | Goles |
| ---- | ----------------- | --------- | ----- |
| 1    | Arthur Kocharyan  | Ulisses   | 15    |
| 2    | Arsen Avetisyan   | Gandzasar | 14    |
| 2    | Boti Demel        | Mika      | 14    |
| 4    | Henrij Mjitaryan  | Pyunik    | 11    |
| 4    | Samvel Melkonyan  | Banants   | 11    |
| 4    | Artyom Adamyan    | Ulisses   | 11    |
| 7    | Aram Voskanyan    | Mika      | 10    |
| 7    | Albert Tadevosyan | Pyunik    | 10    |
| 9    | Marcos Pizzelli   | Pyunik    | 9     |
| 10   | Andranik Barikyan | Shirak    | 8     |